# 荣禄
荣禄（1836年4月7日—1903年4月11日:24），字仲华，号略園，乌喇瓜尔佳氏。正白旗满洲人。晚清重臣，官至太子太保、文華殿大學士、軍機大臣。末代皇帝溥仪的外祖父，慈禧太后的亲信和重臣。諡文忠。

## 生平
道光十六年二月二十二日（1836年4月7日:24），荣禄出生于一个旗人官員世家。有研究者指，荣禄家族到他的祖父塔斯哈时，方才发达。道光十年（1830年）十月，祖父塔斯哈在喀什噶尔帮办大臣任上战死。祖父战死后，家族照例得到抚恤。二十二年（1842年），父亲长寿调到浙江。荣禄与祖母南下，在浙江侨居一年:25—27。
咸丰二年（1852年），因太平天國戰爭，天津镇总兵、伯父长瑞和凉州镇总兵、父亲长寿同日战死于广西:27。荣禄因父、伯陣亡，獲卹難廕生、騎都尉兼一雲騎尉世職:398，初以工部主事用。
四年（1854年），未婚妻库雅拉氏逝世。五年（1855年），继母颜扎氏主持下，荣禄与萨克达氏成婚:31。八年（1858年），晉升工部員外郎。
九年（1859年），調任戶部銀庫員外郎。因得罪上司肃顺，离开本任，赋闲二年，捐納候补道員。
十一年（1861年），清廷创建神机营，荣禄参与筹备，受主事者醇郡王奕譞赏识，任文案處翼長。研究者指他就此发迹:140—141。发迹原因，除因神机营“名目繁多的保举和加级”外，亦与他和醇亲王奕譞之间长期、密切、友好的私交相关:141—142:398—399。
同治三年（1864年），任神機營全营翼长。次年，赏副都统衔，管理健銳營事務，充任神機、健銳兩營馬隊專操大臣，参与筹建威远洋枪队。
五年（1866年）四月，署正蓝旗蒙古副都统。六月，实授正蓝旗蒙古副都统，兼充正藍旗專操大臣。後調鑲白旗滿洲副都統。七年（1868年），調任步軍營左翼總兵，赏一品顶戴。同年充值年河道溝渠大臣。
八年（1869年），任神机营管理大臣（此职至光绪五年称病退职结束）。十年（1871年），署工部左侍郎，隨後补工部右侍郎兼管錢法堂事務。:141
十二年（1873年），调戶部左侍郎，兼管理三庫事務大臣。十三年（1874年），署理吏部左侍郎。授正藍旗護軍統領，兼充左翼監督总管内务府大臣。
光绪元年（1875年），以戶部左侍郎兼署步军统领、鑲藍旗蒙古副都統。三年（1877年），調授步軍營步军统领，調鑲黃旗護軍統領。
四年（1878年），調授左都御史、工部尚书，充紫禁城值年大臣；旋因得罪军机大臣宝鋆、沈桂芬而被迫在次年1月告病免职，賦閒七年。十三年（1887年），醇親王幫助起復，授鑲藍旗蒙古都統。
十四年（1888年），出任領侍衛內大臣，署鑲藍旗漢軍都統。十五年（1889年），命扈從鳳輿；充專操大臣、稽查內七倉大臣、管理右翼幼官學大臣。
十七年（1891年），署鑲紅旗漢軍都統。出任西安将军，加尚書銜。
二十年（1894年），甲午战争爆发后，被再次复起的恭亲王奕訢荐为步军统领，会办军务，设巡防局督理五城团防。
二十一年（1895年）6月，授兵部尚书，仍兼步军统领。授总理各國事務大臣。荐浙江温处道袁世凯练新建陆军。
二十二年（1896年）6月，以兵部尚書协办大学士，充玉牒館副總裁。查办御史弹劾袁世凯案，以查无实据结，并疏称袁世凯为“……不可多得之员”。
二十三年（1897年），以協辦大學士充經筵講官。疏请设立武备特科，于各省设立武备学堂。表示反对康有为所主张的变法。
二十四年（1898年），兼充稽查欽奉上諭事件處管理大臣。6月10日，授文淵閣大學士。6月15日，署直隶总督兼北洋通商大臣，隨後實授。6月22日，以大学士兼管戶部事務。9月20日，回京参与戊戌政变，为戊戌政变提供武力支持。9月28日，卸署直隶总督；授军机大臣，改管理兵部事務，并节制北洋各军。10月11日，授练兵大臣，指明节制宋庆、董福祥、聂士成、袁世凯所部及北洋各军。12月7日，奏请合宋、董、聂、袁四军及新募亲军联为一气，构成武卫军雏形。
二十五年（1899年），充文淵閣領閣事、崇文門監督，調正藍旗滿洲都統。6月27日，武卫军编练完成，此后又陆续编练武卫先锋军、先锋队若干。在对光绪帝废立问题上由犹豫转向反对。(過繼溥儁予同治皇帝，立為大阿哥，即己亥建储事）。
二十六年（1900年），义和团运动在京畿蔓延后，荣禄屡请镇压，并请保护各国使馆。庚子事变，两宫西狩。8月17日，西逃的慈禧太后诏命留京办事，授內大臣。10月6日诏赴西安行在。
二十七年（1901年）7月25日，改命管理户部。10月，支持刘坤一、张之洞在江楚三折中提出的变法主张。十二月二十四日（1902年2月2日），升文华殿大学士，加太子太保。
二十八年（1902年），兼充崇文門副監督。
二十九年（1903年）4月11日，荣禄去世。慈禧太后懿旨追赠太傅，谥文忠，晋一等男爵，入祀贤良祠，赏银治丧。
陈夔龙撰写〈赠太傅晋封一等男文华殿大学士瓜尔佳文忠公行状〉、俞樾撰写〈赠太傅晋封一等男爵文华殿大学士瓜尔佳文忠公墓志铭〉、孫葆田撰写〈文华殿大学士赠太傅晋封一等男爵瓜尔佳氏文忠公神道碑〉三篇碑传文献传世。

## 著作
- 編纂《武毅公事略》
- 編輯《瓜爾佳氏家傳》
- 《荣文忠公集》
- 《荣禄存札》

## 评价
荣禄是慈禧太后执政时期，特别是戊戌变法时期举足轻重的人物。如《清史稿·荣禄传》所述，“榮祿久直內廷，得太后信仗。眷顧之隆，一時無比。事無鉅細，常待一言決焉。”长期以来，学术界对他与戊戌变法的关系很少争议，一般都接受康有為、梁啟超等所下评论，以为荣禄始终是站在变法的对立面，并在后来的政变中扮演了元凶的角色，但其實只是時間不夠長的錯覺，否則清廷肯定在辛亥後會變法的。
荣禄并不反对变法，只不过不赞成康梁的变法，遵循的是另一条变法思路。早在光绪任命林旭等四人在军机章京上行走时，荣禄就致信林旭，主张变法改革以补偏求弊下手，不在遇事纷更。政变后荣禄在一封给伊藤博文的信件中，认为中国应以整军丰财、力图自强为急务，但中国“积习相仍，骤难移易。譬之起虚弱而仁痿痹，辅以善药，效虽缓而有功；投以猛剂，病未除而增剧”。并以此评价政变事。而且荣禄认为“中国非真不可为也”，关键是要有正确的变法次序。

## 家庭及關聯
- 先祖：卓凌阿。[9]
- 曾祖父：阿洪阿，官至副都統，誥封建威將軍。[2][10]

- 父母
  - 父：长寿，官至總兵。[1]:27[2]
  - 母：烏扎氏，綽和泰之女
  - 继母：颜扎氏，诰封一品夫人[1]:33
- 妻妾
  - 聘：库雅拉氏，正白旗满洲人，江宁将军苏布通阿之女。未娶，库雅拉氏在咸丰四年（1854年）逝世[1]:31。
  - 正室：萨克达氏，御前侍卫、都统衔镶蓝旗汉军副都统熙拉布之女。咸丰五年（1855年）成婚[1]:31。萨克达氏早逝。与咸丰帝元配孝德顯皇后同族[1]:390。
  - 继室：宗室氏（父道光十八年（1838年）戊戌科进士、武英殿大学士灵桂）[1]:390，庚子事变时，随荣禄西行，病逝于河南彰德府。
  - 妾：刘氏，生荣禄次女。王文韶日记称“如夫人刘氏”在女儿与载沣成婚前，慈禧太后懿旨赏给刘氏正一品夫人封典，为正室。有作者称她为侧福晋刘佳氏[1]:377。
- 子女
  - 子：纶厚。劉坤一给荣禄的信中昵称他为纶哥[1]:110。庚子事变时，随荣禄西行。次年八月二十四日，慈禧太后、光绪帝自西安启行回京。八月二十七日，纶厚在途中病逝，年十七[1]:368—369。
  - 嗣子：良揆。荣禄逝世时，时为员外郎的良揆著加恩以四五品京堂候补[5]。
  - 长女：瓜尔佳氏，禮親王誠厚妻[1]:390。
  - 次女：瓜尔佳氏，母刘氏[1]:377，經榮祿親信貽穀作媒，慈禧太后指婚，嫁醇亲王载沣為妻（福晉），载沣被慈禧勒令退婚一等侯将军希元之女伍弥忒氏，后生宣统帝溥仪。

## 轶事
据《清稗类钞·姓名类·瓜尔佳氏以苏完为贵》记载，荣禄任户部尚书时曾遇一瓜尔佳氏都统，遂称其为同族。“都统转问有‘苏完’二字[穆昆]否，荣曰：‘无’。都统摇首曰：‘殆非也’”。
瓜爾佳氏有诸多穆昆，如苏完、叶赫、讷殷、哈达、乌拉、安褚拉库等，“而居苏完者尤著”。蘇完瓜爾佳氏以開國元勳費英東最为显赫，有學者认为稱費英東子孫“明显属于攀附名人”:24—26。

## 艺术形象
慈禧太后的御前翻译德龄离开清宫后，开始以英语记述自己的经历，1911年出版《清宫二年记》。其后，出版多本书籍。在《慈禧御苑外史》中，她称慈禧太后在入宫为妃前，是荣禄的恋人。当代戏剧、影视剧亦有此类设定。或指两人是青梅竹马的恋人。

### 影视形象
| 拍摄时间 | 类型       | 影视作品              | 饰演的演员 | 备注 |
| 1975年   | 香港电视剧 | 《清宮殘夢》          | 陳有后     |      |
| 1975年   | 香港电视剧 | 《十大刺客:大刀王五》 | 陳有后     |      |
| 1983年   | 香港电视剧 | 《少女慈禧》          | 金 童      |      |
| 1993年   | 台湾电视剧 | 《戲說慈禧》          | 倪齊民     |      |
| 2003年   | 香港电视剧 | 《英雄·刀·少年》      | 陳鴻烈     |      |
| 2003年   | 内地电视剧 | 《走向共和》          | 戈治均     |      |
| 2005年   | 内地电视剧 | 《一帘幽梦》          | 杜长龙     |      |
| 2005年   | 内地电视剧 | 《一生為奴》          | 馮紹峰     |      |
| 2016年   | 香港电视剧 | 《末代御醫》          | 王俊棠     |      |
| 2024年   | 内地电视剧 | 《宣武门》            | 李诚儒     |      |

### 引用
1. 1 2 3 4 5 6 7 8 9 10 11 12 13 14 15 16 17 18 19 20 21  馬忠文. . 香港: 中华书局（香港）有限公司. 2021  [2022-04-07]. ISBN 9789888758982. （原始内容存档于2022-06-10） （繁体中文）.
2. 1 2 3 4 5 6 7 8 9 10 11 12 13 14 15 16 17 18  國立故宮博物院圖書文獻館藏《清國史館傳包》702001629號，榮祿傳稿、事蹟冊、履歷冊。
3. 1 2 3  王刚. . 军事历史研究 (北京市: 国防大学国家安全学院). 2013, (2013年第4期): 137—147. ISSN 1009-3451 （简体中文）.
4. ↑  《清代職官年表》第一冊，第127頁：「榮祿，十二、丙辰、廿四、2.2；文淵改。」
5. 1 2  《清实录·光绪实录·卷之五百十三》[光绪二十九年癸卯三月]○己巳。谕内阁、朕钦奉慈禧端佑康颐昭豫庄诚寿恭钦献崇熙皇太后懿旨。文华殿大学士军机大臣荣禄、公忠亮达[……]忽闻溘逝震悼良深。荣禄著先行加恩照大学士例赐恤赏给陀罗经被。派恭亲王溥伟带领侍[……]。赐祭一坛予谥文忠。追赠太傅。晋封一等男爵。入祀贤良祠赏银三千两治丧[……]○庚午。谕内阁、朕钦奉慈禧端佑康颐昭豫庄诚寿恭钦献崇熙皇太后懿旨已故大学士荣禄[……]昨已加恩赐恤赐祭。派员奠醊。予谥文忠。追赠太傅。晋封一等男爵。入祀贤良祠赏银治丧。著再加恩于灵柩发引前一日。赐祭一坛。生平事迹。宣付国史馆立传。任内一切处分。悉予开复。伊嗣子员外郎良揆、著加恩以四五品京堂候补。用示笃念荩臣有加无己之至意[……]
6. ↑  錢儀吉、繆荃孫等編，《清朝碑傳全集》,第四冊，頁3054-3055。
7. ↑  汤志钧著：《乘桴新获：从戊戌到辛亥》，187～188页，江苏古籍出版社，1990年，ISBN 9787805191935。
8. ↑  劉慶華，《滿族家譜序評註》（瀋陽：遼寧民族出版社，2010年5月），第99頁；劉慶華認卓凌阿至阿洪阿之間有五世：阿木钦、朱力汗、三格、武达哈、达启。另陈夔龙撰行状、俞樾撰墓志铭、孫葆田撰神道碑以先祖為費英東；孫葆田，〈文華殿大學士贈太傅晉封一等男爵瓜爾佳氏文忠公神道碑〉，載錢儀吉、繆荃孫等編，《清朝碑傳全集》，第四冊，頁3054-3055。
9. ↑  榮祿編，《瓜爾佳氏家傳》不分卷，收入北京圖書館出版社編《北京圖書館藏家譜叢刊·民族卷》，第35冊（北京：北京圖書館出版社，2003年2月）。
10. ↑  徐珂. . 中华书局. 1984: 2145.
11. ↑  . 编辑：于晓. 中国新闻网. 2012-12-11  [2022-07-30]. （原始内容存档于2022-07-30） （简体中文）. 本文摘自《慈禧御苑外史》，德龄公主 著，中国人民大学出版社出版[……]但是，从这时候开始，兰儿对荣禄的恋情表示了冷淡，而荣禄对她的爱却是与日俱增。她疏远他，而她将自己关进那蕴藏着无穷野心的梦室里的时候，他更是疯狂地爱她。就这样，那伟大的日子逐渐靠近了。十七名出身于满洲高贵家庭的女孩子向紫禁城进发了，去接受咸丰皇帝和慈安皇后的召见。[……]
12. ↑  . 凤凰网. 2008-08-04  [2022-07-30] （简体中文）. 这次，大剧院演出的《德龄与慈禧》，更是香港话剧的代表之作。《德龄和慈禧》当中的德龄呢[……]我知道，荣禄大人和太后，是青梅竹马的好朋友，我觉得很自然。[……]卢燕：通过这部[……]我想呢，她在那种情况下可能最容易倾诉的就是荣禄，所以她跟他讲了很多她内心的苦闷，还有她对感情的渴求，那么后来呢，两个人竟然拉着手。到最后，慈禧的最后一句台词说，你别急着走，我还有好多话没跟你说完呢[……]